# Милена Ласић
Милена Ласић (Београд, 15. јануар 1986) српска је ликовна уметница и колажиста.

## Биографија
Рођена 15. јануара 1986. у Београду, где и данас живи. Завршила је Средњу школу за дизајн у Београду а дипломирала на Високој школи за дизајн текстила, технологије и менаџмент 2011.
Милена потиче из уметничке породице и блиска је рођака српског сликара Пеђе Милосављевића. Удата је за глумца и певача Франа Ласића.

## Каријера
После завршених студија, радила је као стилиста за модне едиторијале у Блиц магазину да би се потом посветила креирању накита "Миларт”, аутентичног по дизајну.
Од 2008. до 2012. водила је емисију забавно-информативног карактера Импулс, на СОС каналу.
Почеци Миленине уметничке каријере су обележени радовима које је ова уметница стварала на различитим подлогама, као што су папир, платно или картон. На њима је сликала пастелом, тушем, уљем, акрилом.
Последњих година се посветила изради колажа, који изазивају пажњу како медија, тако и стручне и шире јавности.
Излагала је више пута колективно. Изложбу “Краљевство моје маште”, Милена је одржала у септембру 2017. године, а другу изложбу “Осветли мрак” у октобру 2018.
Трећу изложбу, под називом “Време обезглављених”  одржала је у новембру 2019. и представила колаже : Вртоглавица, Алмост фамоус, Сањаш?, Откуцаји Франиног срца итд. Четврту изложбу под називом “Три боје, три речи” одржала је у  Културном центру “Златибор”. Кроз модеран приступ, гледаоцу је приближила традицију.
Неки од Милениних колажа се налазе у хотелу Мусеум у Београду док је више њих део сталне поставке у галеријама у Београду и Загребу.